# Aceria exigua
Aceria exigua är en spindeldjursart som först beskrevs av Johan Ivar Liro 1940.  Aceria exigua ingår i släktet Aceria, och familjen Eriophyidae. Arten är reproducerande i Sverige.